# Forsaken (videojuego de 2013)
Forsaken es un videojuego multijugador en línea para PC, desarrollado por la firma china Perfect World y distribuido en Hispanoamérica por Level Up! Games con contenido y descarga gratuita. El videojuego fue lanzado el 11 de febrero de 2013 para toda Hispanoamérica luego de tener sus versión en inglés y su versión brasilera. Forsaken se desarrolla en una era medieval de fantasía, en el que cada persona representa un personaje que, según su oficio y raza, posee poderes especiales para combatir y avanzar en la historia. Además de esto, los jugadores pueden elegir entre las seis razas y las 15 profesiones que el juego ofrece, gratuitamente, para crear a su personaje. El juego permite partidas abiertas o enfrentamientos grupales entre gremios.

## Historia
El juego narra la historia de Dyos (el ser noble y generoso) y Nyos (el ser malvado), dos dioses que buscan el control de un mundo mágico y fantástico. En el principio de los tiempos, Eyrda era un Universo desolado dominado por dos dioses, Dyos y Nyos. Ellos dominaban a su antojo el Universo y quisieron convertir a Eyrda en un mundo fantástico y maravilloso. Para tal fin crearon Humanos, Elfos, Enanos, Hombres de piedra y Kindred quienes serían a fin de cuentas, los encargados de enfrentar las mayores guerras contra los más malvados enemigos de Eyrda.